# Raphael Pumpelly
Raphael Pumpelly, född 1837 i Owego, New York, död 10 augusti 1923 Newport, Rhode Island, amerikansk geolog och arkeolog. Professor vid Harvard.

## Vetenskapen
Pumpelly framlade i sin redogörelse för utgrävningarna av den stritifierade fyndplatsen Anau i ryska Turkestan 1904 den s.k. uttorknings- eller oasteorin för att förklara livsmedelsproduktionens uppkomst (Explorations in Turkestan, 1908). Han hävdade att när Främre Orienten blev mycket torrare efter den senaste istiden tvingades jägar- och samlarfolken där att samlas kring de återstående vattnen och "erövra nya försörjningsmöjligheter" genom att tämja vilda djur och börja odla växter. Den teorin skulle bli ytterst populär bland Gamla världens arkeologer under de följande årtiondena.

### Om kineser och indianer
Under en jordenruntresa drog Pumpelly antirasistiska slutsatser. 1860 var han på väg västerut för att tillträda posten som chef för en stor silvergruva i Arizona. Han färdades i diligens och riskerade ständigt överfall av indianer och rövare. Pumpelly var beredd att försvara sig men han såg också indianerna som människor och fördömde den amerikanska utrotningspolitiken. "Man säger att indianerna är förrädiska och grymma när de skalperar och torterar sina fångar, men det finns inget förräderi och ingen grymhet som lämnats obegagnad av de vita. Strykninförgiftning, avsiktlig spridning av smittkoppor, tyglar flätade av hår från skalperade indianer och prydda med tänder som slagits ur munnen på levande kvinnor - sådant betraktas som heroism av många vita gränsbor."
Efter några år i Arizona blev han gruvingenjör i Japan och sedan i Kina. Bland västerlänningar i Kina fann han rashat grundade på bristande kunskap. "Den vanlige utlänningen i Kina är totalt okunnig om allting som har med Kinas historia, sociala organisation eller folkkaraktär att göra och ser ned på kineserna... Ju okunnigare främlingen är desto övermodigare ser han sig själv som representant för vetenskap, intellektuellt raffinemang och västerländska tekniska framsteg. För en sådan man är befolkningen runt omkring honom bara en hop tjattrande djur..." Själv hade Pumpelly kommit till en annan värdering. Kineserna utgjorde en tredjedel av mänskligheten. De bodde på ett område som inte är mycket större än USA öster om Mississippi. "Genom enastående flit, begåvning och skicklighet har dessa 400 miljoner människor lyckats överleva på sitt otillräckliga område", skrev han i Across America and Asia (1870). I motsats till samtiden såg han även positivt på kinesisk immigration till Kalifornien.